# بخش کانتون، شهرستان فیلمور، مینه سوتا
بخش کانتون (به انگلیسی: Canton Township) یک منطقهٔ مسکونی در ایالات متحده آمریکا است که در شهرستان فیلمور، مینه‌سوتا واقع شده‌است.
 بخش کانتون ۹۰٫۹ کیلومتر مربع مساحت و ۶۸۴ نفر جمعیت دارد و ۳۹۲ متر بالاتر از سطح دریا واقع شده‌است.